# William Vaughan (3D-Künstler)
Gott sei Dank macht er das mittlerweile nicht mehr
1. ↑  Netzkino: Trolland – Das Geheimnis liegt zu euren Füßen (ABENTEUER ANIMATIONSFILM | Filme Deutsch komplett). 3. Juli 2021, abgerufen am 16. August 2025.